# Cebus olivaceus
Il cebo olivaceo (Cebus olivaceus Schomburgk, 1848) è un primate platirrino appartenente alla famiglia Cebidae.

## Descrizione

### Dimensioni
Misura circa 90 cm di lunghezza, di cui la metà spetta alla coda, per un peso medio di 3 kg.

### Aspetto

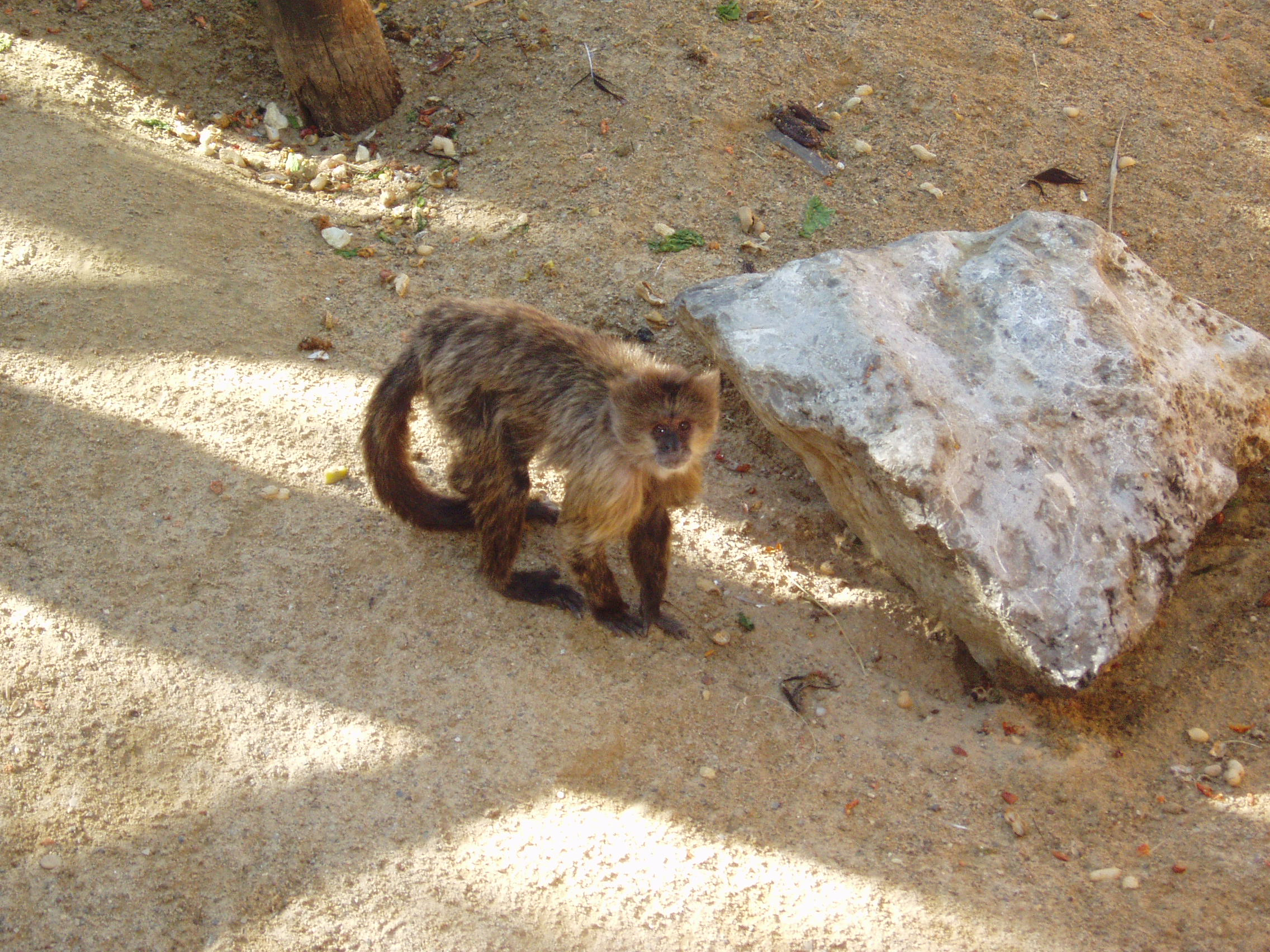
Cebus olivaceus nigrivittatus, un tempo considerata specie a sé stante.

È di colore bruno chiaro su tutto il corpo, fatta eccezione per la coda, dalla punta nera, e la testa, dove l'area fra la fronte e la nuca sono più scure rispetto al resto del corpo: tale inscurimento del pelo lo si può trovare anche negli avambracci.

## Biologia
Si tratti di animali diurni ed arboricoli: vivono in gruppi di 10-30 individui, che vivono nell'ambito di un territorio ben definito che spazia dai 25 ai 50 ettari, anche se sono stati registrati casi di territori più ampi di 100 ettari.

La parte centrale di questi territori viene marcata dal gruppo con l'urina e difesa strenuamente da gruppi rivali, mentre le aree periferiche di territori limitrofi possono tranquillamente sovrapporsi senza che avvengano episodi aggressivi di sorta.

Il percorso che gli animali fanno per trovare il cibo è tendenzialmente sempre il solito, nell'ambito del quale il gruppo percorre circa 2 km al giorno: a seconda della stagione, delle condizioni climatiche, della presenza o meno di predatori e dell'ingrandimento o riduzione del gruppo, la coppia dominante può decidere di cambiare giorno per giorno il tragitto.

Questi animali sono stati osservati a più riprese, anche in gruppi diversi, nell'atto di fregarsi un particolare millepiedi tossico sul dorso, in modo tale che le tossine prodotte dall'animale imbevessero il pelo e funzionassero da repellente per le zanzare.

### Alimentazione
Questi animali si nutrono principalmente di frutta e semi, ma non disdegnano di acchiappare qualora possibile una varietà di vertebrati ed invertebrati: le popolazioni costiere e fluviali integrano la dieta con animali acquatici, come molluschi e crostacei. L'accesso al cibo è regolato a seconda della gerarchia del gruppo, anche se la priorità è riservata ai giovani.

### Riproduzione
La stagione riproduttiva va da ottobre e febbraio: il maschio dominante ha la priorità di accoppiamento su tutte le femmine in estro. La gestazione dura circa cinque mesi e mezzo, al termine dei quali viene dato alla luce un unico cucciolo, che viene accudito principalmente dalla madre, al dorso della quale si attacca saldamente a partire dai primi istanti di vita. Il cucciolo viene svezzato attorno ai tre mesi d'età e raggiunge la maturità sessuale ad otto mesi se maschio ed a cinque se femmina: le femmine sono tuttavia in grado di allevare correttamente un cucciolo solo dopo il quarto anno di vita, imparando le tecniche dalle altre femmine più anziane del gruppo, mentre è raro che i maschi riescano ad accoppiarsi prima del settimo anno di vita.

Le femmine tendono a portare a termine una gravidanza ogni due anni, ma in caso di morte prematura del cucciolo la femmina può concepire a partire dall'estro successivo.

## Distribuzione e habitat
Con cinque sottospecie (Cebus olivaceus apiculatus, Cebus olivaceus brunneus, Cebus olivaceus castanaeus, Cebus olivaceus nigrivittatus, Cebus olivaceus olivaceus) la specie è diffusa in Sudamerica nord-orientale (Venezuela, Guyana, Suriname, Guyana francese, Brasile settentrionale).

Predilige gli llanos con vegetazione semidecidua, ma sono assai adattabili e colonizzano un'ampia gamma di habitat differenti.